# Thomas Henderson (New Jersey)
Thomas Henderson, född 15 augusti 1743, död 15 december 1824, var en amerikansk politiker, ledamot av USA:s representanthus från New Jersey och guvernör i sin hemstat.

## Tidigt liv
Henderson föddes i Freehold. Han gick i offentliga skolor och tog examen från Princeton College 1761. Han studerade medicin och praktiserade först i Freneau, senare i Freehold, kring 1765.
Han var medlem av en Committee of Safety 1774  och tjänstgjorde som löjtnant i New Jerseys milis 1775. Han utsågs till major i överste Charles Stewarts bataljon av Minutemen den 15 februari 1776, och blev brigadmajor av Monmouth Countys milis den 19 april 1776. Han blev major i överste Nathaniel Heards bataljon den 14 juli samma år och senare överstelöjtnant och brigadmajor vid Monmouth.

## Politisk karriär
Henderson valdes som delegat till Kontinentala kongressen den 17 november 1779, men avböjde att tjänstgöra där den 25 december samma år. Han tjänstgjorde i New Jerseys parlament från 1780 till 1784. Han tjänstgjorde i en equitydomstol 1790. Han var ledamot av New Jersey State Council, numera New Jerseys senat, 1793 och 1794, och han var vice talman där. Det innebar att han var tillförordnad guvernör från den 30 mars till den 3 juni 1793, sedan guvernören William Paterson avgått för att bli domare i USA:s federala högsta domstol. Han efterträddes som guvernör av Richard Howell.
Henderson valdes för Federalisterna till USA:s representanthus på hösten 1794 och tjänstgjorde där i en mandatperiod, från den 4 mars 1795 till den 3 mars 1797. Från 1783 till 1799 var han domare i en domstol i lägsta instans. Han var en av dem som utsågs till att nå en uppgörelse om gränsen mellan New Jersey och Pennsylvania. Han var åter ledamot av State Council 1812 och 1813.
Han avled 1824 i Freehold. Han begravdes på Old Tennent Cemetery, Tennent.